# Ambassade d'Allemagne aux États-Unis
L'ambassade de la République fédérale d'Allemagne aux États-Unis se situe à Washington, la capitale des États-Unis.
L'ambassade allemande et la résidence de l'ambassadeur sont situées au 4645 Reservoir Road, Northwest, à Washington. L'ambassade a été conçue par Egon Eiermann et inaugurée le 11 mai 1964. En septembre 1994, la résidence de l'ambassadeur est re-inaugurée avec une extension basée sur les plans de O.M. Ungers. Son ambassadeur est, depuis 2023, Andreas Michaelis.

## Consulats

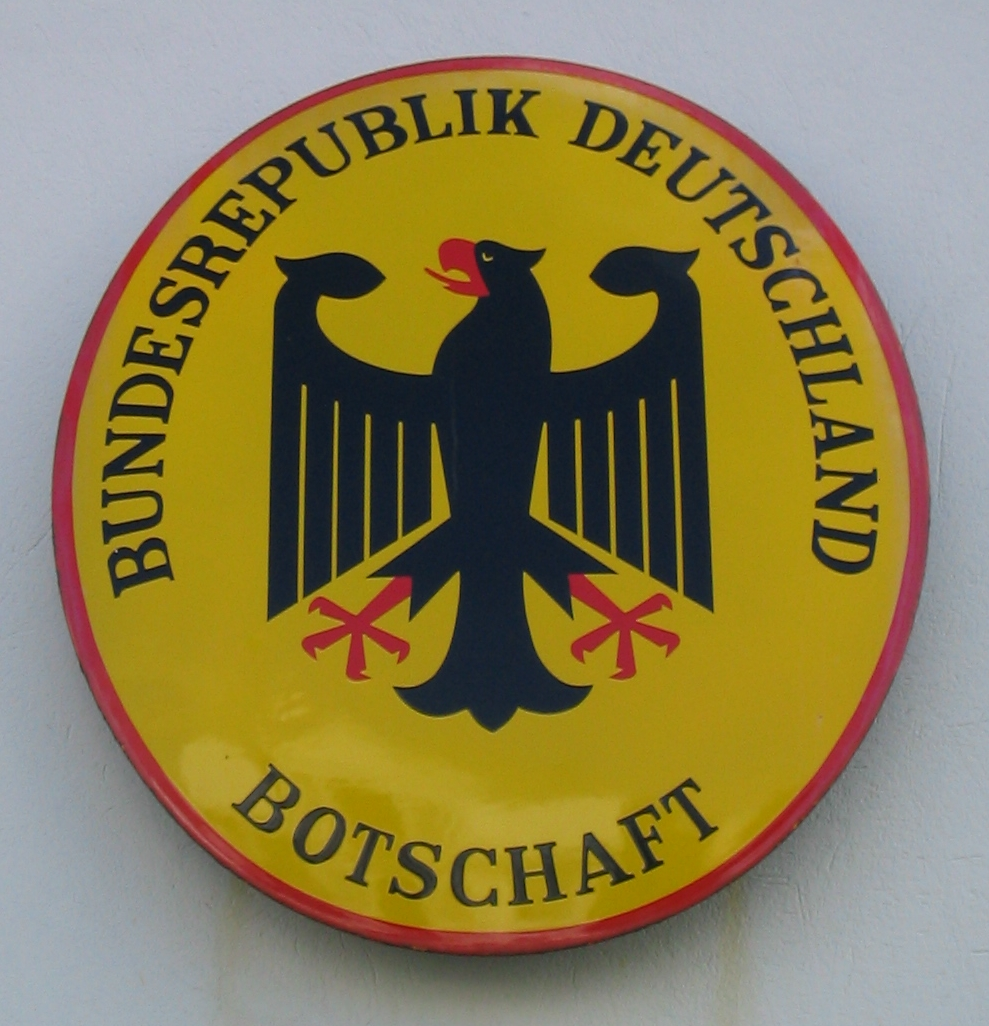

Le bureau consulaire et le Centre d'information allemande sont situés au 2300 M Street NW, à Washington. En dehors de l'ambassade, la mission diplomatique allemande compte plusieurs consulats sur le territoire américain :
- un consul général à Atlanta, Géorgie (consul Hans-Jörg Brunner)
- un consul général à Boston (consul Dr Lutz H. Görgens)
- un consul général à Chicago (consul Onno Hückmann)
- un consul général à Houston (consul Roland Herrmann)
- un consul général à Los Angeles, Californie (consul Wolfgang Drautz)
- un consul général à Miami, Floride (consul Eva Alexandra Gräfin Kendeffy)
- un consul général à New York, (consul Dr Horst Freitag)
- un consul général à San Francisco (consul General Peter Rothen)
- des consuls honoraires à Albuquerque, Anchorage, Birmingham, Bonita Springs, Buffalo, Charlotte, Cincinnati, Cleveland, Dallas, Denver, Des Moines, Détroit, Greenville, Honolulu, Indianapolis, Jackson, Kansas City, Las Vegas, Louisville, Minneapolis, Nashville, La Nouvelle-Orléans, Oklahoma City, Philadelphie, Phoenix, Pittsburgh, Portland, Salt Lake City, San Antonio, San Diego, San Juan, Seattle, Spokane, Saint-Louis et Virginia Beach.

## Ambassadeurs d'Allemagne aux États-Unis

### Ministres du royaume de Prusse
- Friedrich von Greuhm (1817–1823)
- Ludwig Niederstetter (chargé d'Affaires, 1825–1830)
- Friedrich Ludwig von Rönne  (1834–1844)
- Friedrich von Gerolt  (1844–1848)
- Friedrich Ludwig von Rönne  (octobre 1848 - décembre 1849 ; 26 janvier 26 - 21 décembre 1849) simultanément « envoyé extraordinaire et ministre plénipotentière du gouvernement central d'Allemagne » pour le Parlement de Francfort)
- Friedrich von Gerolt (1849–1868)

### Ministre de la Confédération de l'Allemagne du Nord
- Friedrich von Gerolt  (24 janvier 1868 – 1871)

### Ministres de l'Empire allemand
- Kurd von Schlözer (1871–1882)
- Karl von Eisendecher  (1882–1884)
- Friedrich Johann von Alvensleben (1884–1888)
- Ludwig Aloys von Arco auf Valley (1888–1891)
- Theodor von Holleben (1891–1893)

### Ambassadeurs de l'Empire allemand

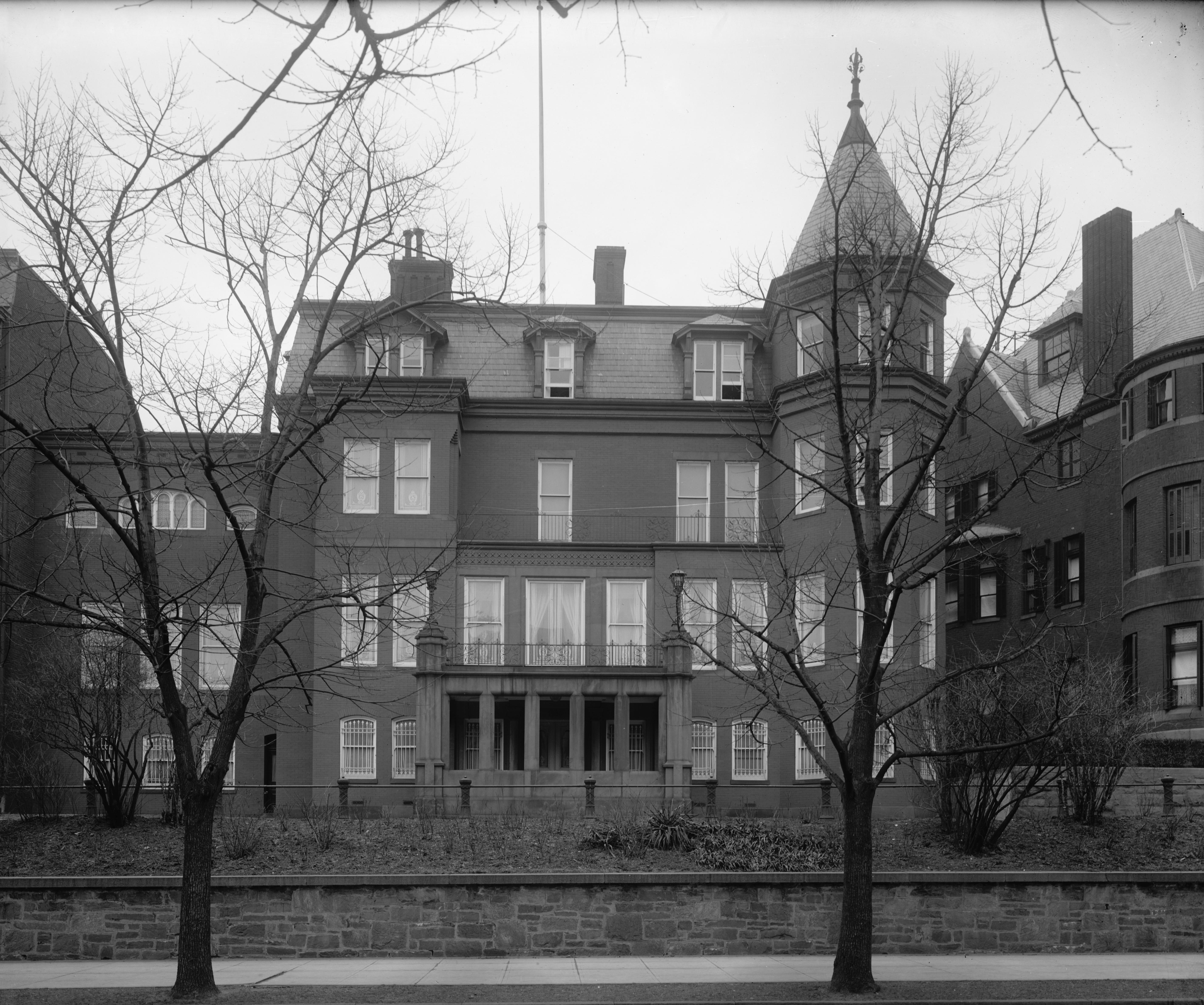
L'ambassade d'Allemagne en 1917.

- Anton Freiherr Saurma von der Jeltsch (1893–1895)
- Max von Thielmann (1895–1897)
- Theodor von Holleben (1897–1903)
- Hermann Freiherr Speck von Sternburg (1903–1908)
- Johann Heinrich von Bernstorff  (1908–1917) (relations diplomatiques rompues dues à la Première Guerre mondiale : 3 février 1917- 25 avril 1921)

### Ambassadeurs de la République de Weimar
- Dr Lang (1921–1922), chargé d'Affaires
- Otto Wiefeldt (1922–1925)
- Adolf Georg Otto Freiherr von Maltzan (1925–1927)
- Friedrich Wilhelm von Prittwitz und Gaffron (1928- 14 avril 1933) (démissionne à la suite de la formation du cabinet Hitler).

### Ambassadeurs du Troisième Reich
- Hans Luther (1933–1937)
- Hans-Heinrich Dieckhoff (1937 - 18 novembre 1938), rappelé en raison de la dégradation des relations diplomatiques conséquentes à la nuit de Cristal (9 novembre) et du rappel de l'ambassadeur américain à Berlin (15 novembre)
- Hans Thomsen (novembre 1938 - 11 décembre 1941, chargé d'Affaires ; relations diplomatiques rompues dues à la Seconde Guerre mondiale : 11 décembre 1941- 22 septembre 1949).

### Ambassadeurs de la République démocratique allemande
- Rolf Sieber (1974-1978)
- Horst Grunert (1978-1983)
- Gerhard Herder (1983-1990)

### Ambassadeurs de la République fédérale d'Allemagne
- Heinrich Ludwig Hermann Krekeler (20 juillet 1906 - 5 août 2003) (conseil général en juin 1950, chargé d'Affaires en juin 1951, ambassadeur entre mai 1955 et janvier 1958)
- Wilhelm Grewe (16 octobre 1911 - 11 janvier 2000) (février 1958 - mai 1962)
- Karl Heinrich Knappstein (15 avril 1906 - 6 mai 1989) (agréé en juin 1962 - 31 décembre 1968)
- Rolf Friedemann Pauls (né le 26 août 1915) (agréé le 20 décembre 1968 - 1973)
- Berndt von Staden (né le 24 juin 1919) (février 1973 - novembre 1979)
- Peter Hermes (né le 8 août 1922) (1979 - 9 juillet 1984)
- Günther van Well (15 octobre 1922 - 14 août 1993) (juillet 1984 - octobre 1987)
- Jürgen Ruhfus (né le 4 août 1930) (novembre 1987 - août 1992)
- Immo Stabreit (né le 24 janvier 1933) (1992-1995)
- Jürgen Chrobog (né le 28 février 1940) (1995-2001)
- Wolfgang Ischinger (né le 6 avril 1946) (2001-2006)
- Klaus Scharioth (né le 8 octobre 1946) (mars 2006 - 2011)
- Peter Ammon (né le 23 février 1952) (août 2011 - avril 2014)
- Peter Wittig (né le 11 août 1954) (avril 2014-juin 2018)
- Emily Haber (née en 1956) (juin 2018-juin 2023)
- Andreas Michaelis (né en 1959) (depuis août 2023)

## Résidence de l’ambassadeur

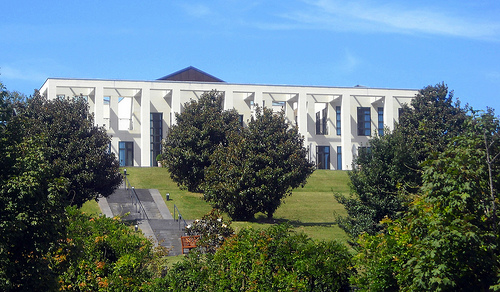
La résidence de l'ambassadeur d'Allemagne en 2008.